# Esgrima als Jocs Olímpics d'estiu de 1976
Als Jocs Olímpics d'Estiu de 1976 celebrats a la ciutat de Mont-real (Canadà) es disputaren vuit proves d'esgrima, sis d'elles en categoria masculina i dues en categoria femenina. La competició se celebrà entre els dies 20 i el 29 de juliol de 1976 al Winter Stadium de la Universitat de Mont-real.
Participaren 281 esgrimistes, 211 homes i 70 dones, de 34 comitès nacionals diferents.

## Resum de medalles

### Categoria masculina
| Prova                     | Or | Argent | Bronze                                                                                            |
| Floret individual Detalls | Fabio dal Zotto                                                                                           | Aleksander Romankov                                                                                        | Bernard Talvard                                                                                   |
| Floret per equips Detalls | RFAMatthias Behr · Thomas Bach · Harald Hein · Klaus Reichert · Erik Sens-Gorius                          | ItàliaFabio dal Zotto · Carlo Montano · Stefano Simoncelli · Giovanni Battista Coletti · Attilio Calatroni | FrançaChristian Noël · Bernard Talvard · Didier Flament · Frederic Pietruszka · Daniel Revenu     |
| Espasa individual Detalls | Alexander Pusch                                                                                           | Hans-Jürgen Hehn                                                                                           | Gyözö Kulcsar                                                                                     |
| Espasa per equips Detalls | SuèciaCarl von Essen · Hans Jacobson · Rolf Edling · Leif Högström · Göran Flodström                      | RFAAlexander Pusch · Hans-Jürgen Hehn · Reinhold Behr · Volker Fischer · Hanns Jana                        | SuïssaFrançois Suchanecki · Michel Poffet · Daniel Giger · Christian Kauter · Jean-Blaise Evequoz |
| Sabre individual Detalls  | Viktor Krovopuskov                                                                                        | Vladimir Nazlymov                                                                                          | Viktor Sidyak                                                                                     |
| Sabre per equips Detalls  | Unió SovièticaViktor Krovopuskov · Eduard Vinokurov · Viktor Sidyak · Vladimir Nazlymov · Mikhail Burtsev | ItàliaMario Aldo Montano · Michele Maffei · Angelo Arcidiacono · Tommaso Montano · Mario Tullio Montano    | RomaniaDaniel Irimiciuc · Ioan Pop · Marin Mustata · Corneliu Marin · Alexandru Nilca             |

### Categoria femenina
| Prova                     | Or | Argent                                                                                                | Bronze                                                                                                   |
| Floret individual Detalls | Ildiko Schwarczenberger                                                                                  | Maria Collino                                                                                         | Elena Novikova                                                                                           |
| Floret per equips Detalls | Unió SovièticaElena Novikova · Olga Knyazeva · Valentina Sidorova · Nailia Gilizova · Valentina Nikonova | FrançaBrigitte Latrille · Brigitte Gapais · Christine Muzio · Veronique Trinquet · Claudette Herbster | Hongria Ildiko Schwarczenberger · Edit Kovacs · Magda Maros · Ildiko Rejtö · Ildiko Bobis · Anne Meygret |

## Medaller
| Posició | País           | Or | Argent | Bronze | Total |
| 1       | Unió Soviètica | 3  | 2      | 2      | 7     |
| 2       | RFA            | 2  | 2      | 0      | 4     |
| 3       | Itàlia         | 1  | 3      | 0      | 4     |
| 4       | Hongria        | 1  | 0      | 2      | 3     |
| 5       | Suècia         | 1  | 0      | 0      | 1     |
| 6       | França         | 0  | 1      | 2      | 3     |
| 7       | Romania        | 0  | 0      | 1      | 1     |
| 7       | Suïssa         | 0  | 0      | 1      | 1     |